# 藤澤順一 (撮影監督)
藤澤 順一（ふじさわ じゅんいち、1950年3月20日 - ）は、日本の撮影監督。千葉県出身。日本映画撮影監督協会（J.S.C.）会員。

## 経歴
1972年、千代田写真専門学校卒業。学生時代は写真を愛好していたが、そのうちに映像にも興味を持つようになる。知人の紹介で現場を見学した国際放映に見習いカメラマンとして入り、映画『ルパン三世 念力珍作戦』（1974年）に参加。1975年から1976年まで三船プロダクションに所属。1985年、鈴木清順監督の『カポネ大いに泣く』で初の撮影カメラマンとなる。中原俊、原田眞人、崔洋一監督らとコンビを組むことが多いが、特定監督の専属にならず、40人に及ぶ監督に起用されている。2012年、成島出監督の『八日目の蝉』で日本アカデミー賞最優秀撮影賞を受賞。

## 主な撮影作品

### 映画
※賞歴のある作品は太字で記す。
- カポネ大いに泣く （1985年）
- THE MODS 夜のハイウェイ （1985年）
- ベッド・イン （1986年）
- さらば愛しき人よ （1987年）
- おれは男だ! 「完結編」 （1987年）
- 若人よ いのちと愛のメッセージ （1987年）
- 猫のように （1988年）
- またまたあぶない刑事 （1988年）
- リボルバー （1988年）
- STAY GOLD （1988年）
- ガンヘッド （1989年）
- 君は僕をスキになる （1989年）
- 櫻の園 （1990年）
- 夢二 （1991年）
- 真夏の地球 （1991年）
- 泣きぼくろ （1991年）
- 結婚 （1993年）
- リング・リング・リング 涙のチャンピオンベルト （1993年）
- お墓と離婚 （1993年）
- 月はどっちに出ている （1993年）
- 居酒屋ゆうれい （1994年）
- 天守物語 （1995年）
- 新 居酒屋ゆうれい （1996年）
- マルタイの女 （1997年）
- Lie lie Lie （1997年）
- 不機嫌な果実 （1997年）
- 犬、走る DOG RACE （1998年）
- 白痴 （1999年）
- はつ恋 （2000年）
- 狗神 INUGAMI （2001年）
- カラフル （2001年）
- ココニイルコト （2001年）
- ターン （2001年）
- 13階段 （2003年）
- 卒業 （2003年）
- バトル・ロワイアルII 鎮魂歌 （2003年）
- ナイン・ソウルズ （2003年）
- クイール （2004年）
- MASK DE 41 （2004年）
- 雨よりせつなく （2005年）
- 2/2 （2005年）
- 空中庭園 （2005年）
- カミュなんて知らない （2006年）
- 最終兵器彼女 （2006年）
- 初恋 （2006年）
- しゃべれども しゃべれども （2007年）
- 伝染歌 （2007年）
- 犬と私の10の約束 （2008年）
- 春よこい （2008年）
- フレフレ少女 （2008年）
- ラブファイト （2008年）
- カムイ外伝 （2009年）
- 孤高のメス （2010年）
- 花と蛇3 （2010年）
- 八日目の蟬 （2011年）
- おかえり、はやぶさ （2012年）
- 舟を編む （2013年）
- ぼくたちの家族 （2013年）
- ソロモンの偽証 前篇・事件、ソロモンの偽証 後篇・裁判（2015年）
- 空飛ぶタイヤ（2018年）
- カツベン! （2019年）

### テレビドラマ
- あぶない刑事 （1986年 - 1987年、日本テレビ）
- 平成六年の大不幸 （1994年、日本テレビ）[5]
- 松ヶ枝町サーガ （1995年、NHK BS2）
- 死刑囚の妹（2000年、日本テレビ）
- 北の捜査線・小樽港署 （2002年、BSジャパン）
- 乱反射 （2018年、名古屋テレビ）

## 受賞歴
- 1994年 第15回ヨコハマ映画祭：撮影賞『月はどっちに出ている』
- 2001年 第56回毎日映画コンクール：撮影賞『狗神』『ターン』『ココニイルコト』
- 2012年 第33回ヨコハマ映画祭：撮影賞『八日目の蝉』
- 2012年 第35回日本アカデミー賞：最優秀撮影賞『八日目の蝉』[6]
- 2014年 第37回日本アカデミー賞：優秀撮影賞（『舟を編む』）[7]
- 第39回日本アカデミー賞優秀撮影賞（2015年、『ソロモンの偽証 前篇・事件』）[8]
- 2015年 第70回毎日映画コンクール：撮影賞『ソロモンの偽証 前篇・事件』『ソロモンの偽証 後篇・裁判』[9]
- 2017年 紫綬褒章[10]
- 2020年 第43回日本アカデミー賞：優秀撮影賞『カツベン!』[1]